# Max Bähr
Max Bähr (* 6. September 1871 in Neudorf (Harz); † nach 1943) war ein deutscher Ingenieur und Montanunternehmer. Als Bergwerksdirektor war er Leiter der Ilse-Bergbau Aktiengesellschaft.

## Leben
Bähr stammte aus dem Unterharz. Nach der örtlichen Schulausbildung ging er im Jahre 1890 an die Bergschule Eisleben. Dort hatte er sich mit einem erhalten gebliebenen Probeaufsatz über die Gangverhältnisse der Neudorfer Gruben (Dillenburger Gangzug) beworben.
Im Anschluss schlug Max Bähr eine Unternehmerlaufbahn ein und war zunächst als Prokurist und später als Bergwerksdirektor tätig. 1913 wurde er vom stellvertretenden Vorstandsmitglied zum ordentlichen Vorstandsmitglied der Ilse-Bergbau Aktiengesellschaft in Grube Ilse in der Niederlausitz ernannt. Später übernahm er die Leitung dieser Aktiengesellschaft. Max Bähr war auch Mitglied von Aufsichts- und Wirtschaftsräten verschiedener anderer industrieller Unternehmen.
In Grube Ilse bei Großräschen war er bis zu dessen Tod auch enger Mitarbeiter des Generaldirektors, Kommerzienrat Dr. Ing. h. c. Gottlob Schumann. Später wechselte er nach Haslach im Kinzigtal im Schwarzwald, wo er stellvertretender Vorsitzender des Aufsichtsrates war.
Daneben war Max Bähr Mitglied des Landesausschusses Ostdeutschland der Commerz- und Privatbank Aktiengesellschaft Hamburg-Berlin.
Er war ein Förderer der Leopoldina, aus der er 1942 ausschied.

## Ehrungen
Aufgrund seiner Verdienste für den Bergbau in der preußischen Niederlausitz wurde Max Bähr ehrenhalber zum Dr. Ing. ernannt.
Am Meißner in Hessen gab es einen Max-Bähr-Stollen, in dem zwischen 1946 und 1949 Kohle gefördert wurde.